# صمويل هور الابن
صمويل هور الابن (بالإنجليزية: Samuel Hoare Jr)‏ (9 أغسطس 1751 – 14 يوليو 1825) مصرفي بريطاني ثري وعضو في جمعية الصاحبيون (الكويكرز) وأحد مؤيدي إلغاء العبودية. وُلد في ستوك نوينغتون، وانتقل إلى شمال لندن في مقاطعة ميدلسكس. وهو أحد الأعضاء المؤسسين لجمعية إبطال تجارة الرقيق من بين اثني عشر عضو مؤسس.

## خلفية
وُلد صمويل هور الابن لصمويل هور (1716–1796)، تاجر يعمل في لندن من أصل أيرلندي، وغريزل غورنيل من مقاطعة إيلينغ (1722–1802). كان لصمويل إخوة كثيرون، وتُوفي أكبرهم، جوزيف، بعمر الخامسة والعشرين. وكان أخوه الناجي الوحيد، جوناثان، تاجرًا يعمل في شارع ثورغمورتن، وشريكًا في شركة غورنيل وهور وشركائهما، وكان له قصرًا يُدعي بارادايس هاوس فيما يعرف حاليًا بكليسولد بارك (الآن يُدعى كليسولد هاوس، وهو مفتوح للعامة) في الجهة المقابلة لقصر بارادايس رو في شارع كنسية نوينغتون. واجه جوناثان عدة صعوبات مالية، ما اضطر صمويل الابن إلى مساعدته. تزوجت إحدى أخوات صمويل بتوماس برادشو، صانع أقمشة كتان في أيرلندا، وتزوجت أخرى، ماري، بجوزيف وودز، وهو أحد مؤيدي إلغاء العبودية، وأنجبت منه عالم النباتات والمعماري الشهير الذي يحمل نفس اسم والده. تزوجت الأخت الصغرى، غريزل (1757-1835)، بويلسون بيربيك في عام 1801 بعد عملها ممرضة وبقاءها بجانب والدها؛ وبعد وفاة زوجها، تزوجت غريزل وهي أرملة ثرية بعمر الثانية والسبعون بويليام ألين، وهو أحد أعضاء جمعية الصحابيون ومؤيد لإلغاء العبودية مثل صمويل، ومعًا أسسا أكاديمية نوينغتون للبنات في عام 1824. رحب رسام الكاريكاتير روبرت كروكشانك بزواجهما المتأخر برسمة ساخرة بعنوان «ما أحلى الزوجان ويليام وغريزل!».

## بداية حياته
عندما بلغ صمويل الابن خمس سنوات، أرسله والداه إلى مدرسة داخلية، ولم يعد منها إلى بيته إلا مرة كل عام. كانت تلك المدرسة تقع في أبرشية بينكيث على ضفة نهر إيرويل في منطقة مجاروة لوارينغتون وويدنز، وكان يديرها غيلبرت ثومبسون. وعندما بلغ سن المراهقة تتلمذ على يد صانع أقمشة الصوف، هنري غورني. تعرف صمويل على بعض أفراد عائلة فريشفيلد، ومنهم جيمس ويليام فريشفيلد الذي كان يسكن قصر فليتوود هاوس في شارع كنيسة ستوك نوينغتون. عمل صمويل الابن في مجال الخدمات المصرفية حذوًا بحذو عدة أفراد من عائلة هور.
تزوج صمويل بسارا غورني (1757-1783)، أكبر بنات صمويل غورني (1723-1770). وحضر حفل زفافهما تسعون فردًا من الأصدقاء والأقارب. عاش الزوجان في شارع أولد برود، وكان لهما ما يكفي من المال لاستئجار أربعة خدام دون الحاجة لادخار المال. أنجب الزوجان سارة هور عام 1777، وهانا عام 1779، وغريزل (عُرفت باسم سوفي أو سوفيا) عام 1781، وفي النهاية أنجبا ولدًا بعد طول انتظار، وقالت إحدى بناته: «وُلد أخي في 14 يناير 1783. فرح أبي فرحًا كثيرًا فور سماعه الخبر حتى أنه هرع إلى صديقته السيدة شولري حتى تشاركه فرحه». وقال صمويل: «جاءني الكثير من الأخبار السعيدة. ففي يوم واحد فقط رُزقت ولدًا، واختتمت بريطانيا بنود السلام مع أمريكا».
توفيت سارا بعدها بعشرة أيام، ودُفنت في مقبرة وينشمور هيل. عاد صمويل بعائلته إلى ستوك نوينغتون، في ذات الشارع الذي كان فيه والده حتى تساعده أخواته (خاصةً غريزل) في تربية أطفاله.

## معتقداته
نوه المؤرخ بيتر بروك بأن هور لم يقتنع اقتناعًا تامًا بمبدأ المسالمة الذي تبناه الكويكرز، واستشهد بقوله: «أنا أرى أن الحرب في الحالة التي يشهدها المجتمع الآن شرٌ لا بد منه، وأنه لا بد لكل رجل من أن يدافع عن بلده».